# Холокост в Молдове
Холоко́ст в Молдавии — преследование и уничтожение евреев и цыган в период румынской оккупации с 26 июля 1941 года по 26 августа 1944 года на территории Молдавской ССР. На оккупированной территории в так называемой Транснистрии были созданы гетто и концлагеря, в которых было уничтожено или умерли от голода, холода и болезней более 300 тыс. евреев и 50 тыс. цыган. В современной Молдове эта тема является поводом для дискуссий, поскольку националисты отрицают геноцид, либо возлагают вину за него на самих жертв. Отрицание Холокоста в Молдове является противозаконным.

## Евреи в Молдавии до начала войны
До 1940 года в СССР в составе Украины существовала Молдавская АССР. Её еврейское население по переписи 1939 года составляло 37 035 человек. В 1940 году СССР аннексировал Бессарабию и Северную Буковину. Объединением их с молдавской автономией была создана Молдавская ССР со столицей в Кишинёве. В Бессарабии в 1940 году проживало, по оценочным данным, около 300 000 евреев (по переписи 1930 года — 206 958), включая беженцев из других районов Румынии.
Общественные и политические еврейские организации, существовавшие в Бессарабии, после присоединения к СССР были закрыты, сионистская деятельность была запрещена, школы на иврите — ликвидированы. Культура на идиш преследованиям не подвергалась. В 1940—1941 году тысячи евреев Молдавии были депортированы в Сибирь.
В 1940 году, после того как Бессарабия была аннексирована СССР, несколько молдаван и евреев, которые пытались пересечь Румынское королевство в СССР, были казнены на таможне в Галаце румынской армией.

## Оккупация Молдавии
Через месяц после начала войны, 26 июля 1941 года Красная Армия оставила территорию Молдавии, оккупированную немецкими и румынскими войсками.
Оккупационный режим осуществляла румынская администрация. Территория Молдавии была поделена на жудецы (уезды). В состав Великой Румынии вошли территории, отошедшие в 1940 году к СССР — Бессарабия и Северная Буковина, ставшая Бессарабским губернаторством со столицей в Кишинёве. Также было создано губернаторство Буковина со столицей в г. Черновцы. Территории, ранее не входившие в состав Румынии, получили названии Губернаторство Транснистрия.
Граница Транснистрии проходила по реке Днестр на западе и по Южному Бугу на востоке. На юге образование омывалось Чёрным морем. На севере граница шла по рекам Лядова и Ров. Столицей Транснистрии сначала был Тирасполь, позже — Одесса. Под оккупацией оказалось 230—250 тысяч молдавских евреев.

## Создание гетто и концлагерей. Массовые расстрелы

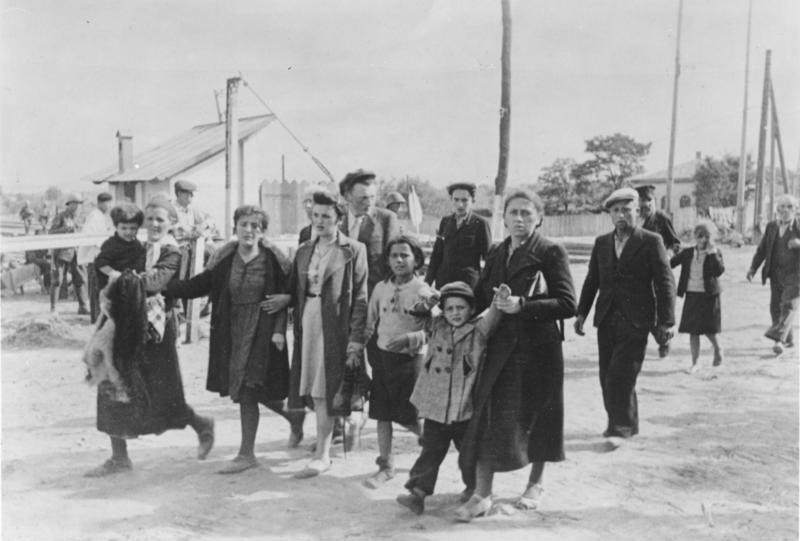
Кишинёв, румыны ведут евреев на место сбора, июль 1941 года

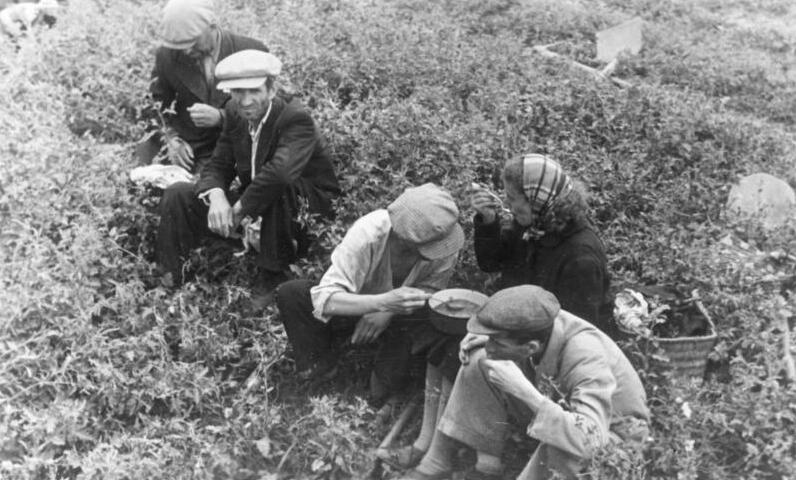
Обед в Кишинёвском гетто

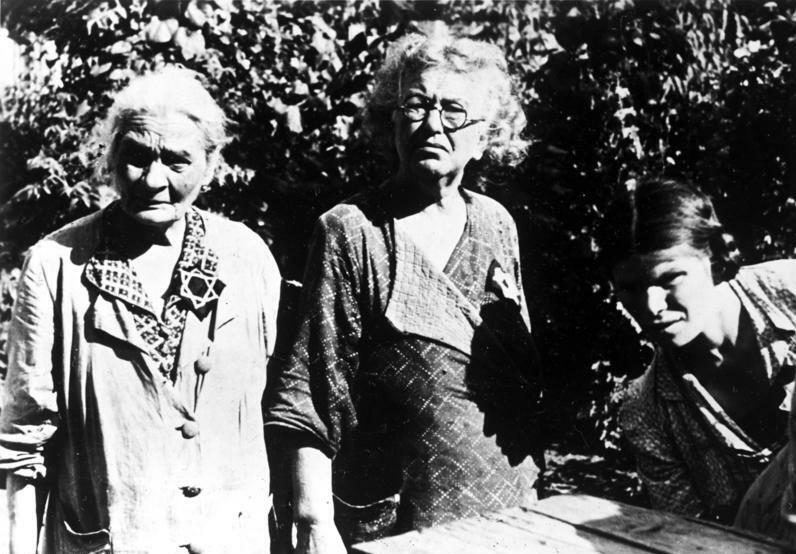
Женщины из Кишинёвского гетто

17 июля 1941 года румынский диктатор Ион Антонеску, в тот день находившийся в Бельцах, отдал распоряжение создать по всей Бессарабии концентрационные лагеря и гетто. В августе того же года на территории Бессарабии было создано 49 лагерей и гетто. Крупнейшими из них были лагерь в Вертюжанах — 23 000 человек, лагерь в Секуренах — 20 000 человек и лагерь в Единцах — 13 000 человек. Вместе с евреями в эти лагеря ссылались цыгане, всего 36 000 человек. Из всех этих цыган только 6100 были из Бессарабии, остальные — из присоединённых областей Украины и Румынии. Близ Тирасполя по приказу румынских властей было сосредоточено 300 000 цыган не только из Молдавии, но и с Украины и из Румынии. В этих лагерях осуществлялись массовые убийства узников.
В Кишинёве было образовано гетто, примыкавшее к Вистерниченам. Его границы проходили по улицам Харлампиевской, Кожухарской, Вознесенской и Павловской. В гетто могло находиться до 11 000 евреев. Румынские солдаты часть из них расстреляли в Вистерниченах, в Гидигиче, на Оргеевском шоссе. Также массовые расстрелы еврейского населения проводились по всей Молдавии. В Косоуцком лесу было убито 6000 человек, в концентрационном лагере у Вертюжен погибло 7560 евреев, в Дубоссарах румыны расстреляли 12 000 человек.

## Депортации евреев в Транснистрию
После образования Транснистрии румынское правительство приняло решение депортировать всех бессарабских евреев за Днестр. 7 сентября начальникам лагерей была разослана инструкция о том, как проводить депортации. Согласно ей, евреев необходимо было собирать в конвои под контролем румынских солдат и пешим ходом отправить в Заднестровье по заранее намеченным маршрутам. Через каждые 10 километров было вырыто по яме приблизительно на 100 человек каждая. Те евреи, которые не могли идти, подлежали расстрелу. Тела погибших нужно было сбрасывать в эти ямы.
Депортация евреев из Бессарабии началась 15 сентября 1941 года. Из двух провинций было выселено 150 тысяч евреев. Зимой 1941 года началась депортация евреев Северной Буковины. Десятки тысяч из них погибли от голода, холода, побоев и расстрелов уже по дороге в Транснистрию.

## Гетто и концлагеря в Транснистрии
9 декабря второй этап по ликвидации бессарабских евреев был завершён. Всего в Транснистрию попало 200 000 человек из Бессарабии и Буковины. После боёв за Одессу в Транснистрию отправились ещё и одесские евреи, а из-за Южного Буга в концентрационные лагеря Транснистрии попали и украинские евреи. Местные лагеря не были рассчитаны на такое количество людей, поэтому конвои постоянно совершали переходы от одного лагеря к другому. В лагерях часто не было построек, пригодных для жизни, и пропитания. Так как зима 1941—1942 годов была очень холодная, многие из евреев гибли от холода. Хуже всего ситуация сложилась в жудеце Голта. Там находились такие концентрационные лагеря, как Богдановка и Доманевка.
В Богдановку по приказу румынского руководства свозились евреи со всей Молдавии и из Одессы. Все евреи, попадавшие туда, подлежали ликвидации. Многие из них не доживали до казни, так как погибали от тридцатиградусного мороза, недоедания, тифа и прочих заболеваний. Погибших не закапывали, а складывали в пирамиды вместе с дровами и сжигали. 21 декабря 1941 года в Богдановке было заживо сожжено 5000 евреев. С этого дня и до 9 января 1942 года евреев ежедневно гнали к Южному Бугу, где массово расстреливали. Немецко-румынские войска делали перерывы на новогодние праздники, всего за несколько дней в лагере погибло 40 000 человек. В Доманевке убийства евреев начались позже, и к 18 марта все заключённые были уничтожены. Также особенно крупномасштабные казни проходили в Акмачетке и Мостовом. Все эти лагеря концентрировались в уезде Голта, за что тот получил название «королевство смерти».
Гетто Транснистрии имели чёткую структуру управления во главе с «президентом общины». В них существовали хорошо развитые социальные службы и кустарное производство. С начала 1942 года узники гетто Транснистрии, депортированные из Бессарабии и Буковины, стали получать регулярную финансовую и продовольственную помощь еврейской общины Румынии, а с 1943 года — и международных еврейских организаций. Это было одной из главных особенностей этих гетто, что помогло спастись многим узникам. Именно в Транснистрии уцелело около 70 % всех выживших в оккупации советских евреев.

## Сопротивление
Евреи Молдавии активно участвовали в антинацистском сопротивлении. Из девяти членов республиканского центра по организации партизанского движения пятеро были евреями. Одним из руководителей кишинёвского подполья был Б. Дейч, погибший в 1941 году.

## Жертвы
По неполным данным, зимой 1941—1942 года в Транснистрии погибло 250 000 евреев. Румынская сторона утверждает, что в концлагерях погибло 270 000 человек. Когда советские войска вступили в междуречье Южного Буга и Днестра, там осталось 50 000 евреев. Они были не только из Молдавии, но и с Украины и даже из Румынии. Всего в концлагерях Транснистрии в годы румынской оккупации погибло более 300 тыс. евреев и 50 тыс. цыган. 95-97 % всех погибших и умерших за время оккупации жителей Молдавии были евреи.

## Праведники мира
79 жителей Молдовы признаны израильским Институтом Катастрофы и героизма Яд ва-Шем праведниками мира — за помощь евреям с риском для собственной жизни. На 2011 год пятеро праведников были ещё живы.
Среди молдавских праведников — Анна и Иван Неделяк, которые прятали в Тирасполе двух еврейских детей — Ефима и Семёна Мирончик.

## Сохранение памяти в Республике Молдова
Илья Альтман в начале 2000-х утверждал, что официальные власти Молдовы практически ничего не делают в части признании значения памяти жертв Холокоста. Он пишет, что выявление мест массовых захоронений и установка памятных знаков делается только усилиями еврейских организаций и отдельных энтузиастов. На 2011 год памятники жертвам Холокоста установлены в Кишинёве, Бельцах, Дубоссарах и ряде других мест. Образовательные программы работают с начала 2000-х. В 2006 году власти Молдовы ввели «Национальный день памяти Холокоста».
Вопрос преподавания Холокоста в молдавских школах оказался в центре этнополитического конфликта — многие молдавские историки, тяготеющие к признанию общей молдавско-румынской идентичности не хотят муссирования темы, бросающей тень на недавнее прошлое румынского государства. Школьные учебники практически не упоминают эту тему. На 2008 год, кроме доктора исторических наук Сергея Назария, исследованием Холокоста в Молдавии занимались лишь аспирантка Академии наук Татьяна Сырбу и историк Диана Думитру. При этом та же Думитру отмечает, что румынские историки продвинулись в изучении этой темы гораздо дальше.
Некоторые молдавские правые националисты утверждают, что Холокост является вымыслом, либо возлагает вину за него на самих евреев. Среди них проживавший в Париже писатель-антисемит Паул Гома. Ряд молдавских и румынских историков, придерживающиеся аналогичных политических взглядов, поддерживает эту точку зрения, например бывший председатель Ассоциации историков Молдовы Анатолий Петренку. Памятники жертвам Холокоста регулярно оскверняются вандалами.
В июне 2021 года в Молдове по инициативе еврейской общины и ряда депутатов парламента принят закон о введении уголовного преследования за отрицание Холокоста. Статья 176 прим УК Республики Молдова предусматривает за это преступление лишение свободы на срок от 6 месяцев до 5 лет с лишением права занимать определённые должности или заниматься определённой деятельностью на срок до 5 лет.